# 지배논증
지배논증(고대 그리스어: ho kurieuôn logos, 영어: the master argument, 프랑스어: l'argument dominateur, 支配論證) 또는 마스터 논증은 메가라 학파의 논리학자인 디오도로스 크로노스(Διόδωρος Χρόνος)가 제시한 논증이다. 시제 논리학과 양상 논리학의 문제와 관련이 있다. 에픽테토스의 《어록》에서 등장한 다음과 같은 3단계의 형태만이 전해진다.
1. 과거에 대해 참인 모든 명제는 필연적이다.
2. 불가능한 명제는 가능한 명제에서 따라나올 수 없다.
3. 가능하지만 참도 아니고, 참이 될 수도 없는 명제가 존재한다.

에픽테토스에 따르면, 디오도로스는 1, 2, 3이 모두 참이 될 수 없다고 주장했다고 한다. 그러므로 3이 거짓이라는 결론을 얻기 위해 1, 2가 사용될 수 있는데, 어떻게 해서 디오도로스가 이러한 결론에 이르렀는지는 알려진 바가 없다. 따라서 이 논증은 철학사에서 여러 논리학자들의 관심 대상이 되었고, 시제 논리학을 연구하는 현대의 논리학자들은 이 논증이 타당하기 위한 시제 논리의 공리계를 구성하는 문제를 탐구하기도 한다. 보통 이를 위해서는 다음 두 가지 명제 중 하나를 받아들여 이에 기초하는 방식을 사용한다.
1. 1과 3에서 언급된 명제들은 시간적으로 한정된 것이다.
2. 2의 '따라나오다'라는 술어는 시간적 순서와 관련된다.

## 같이 보기
- 미래시점 우연명제의 문제
- 시제 논리학
- 양상 논리학
- 메가라 학파